# Unité urbaine de l'Île-Rousse
L'unité urbaine de l'Île-Rousse est une unité urbaine française centrée sur la commune de L'Île-Rousse, dans le département de la Haute-Corse en région Corse.

## Données générales
Dans le zonage réalisé par l'Insee en 2010, l'unité urbaine était composée de deux communes.
Dans le nouveau zonage réalisé en 2020, elle est composée des deux mêmes communes.
En 2022, avec 5 270 habitants, elle représente la 6e unité urbaine du département de Haute-Corse et elle occupe le 8e rang dans la région Corse.

## Composition de l'unité urbaine en 2020
Elle est composée des deux communes suivantes :
| Nom                         | Code Insee | Département | Statut       | Superficie (km2) | Population (dernière pop. légale) | Densité (hab./km2) | Modifier                                    |
| --------------------------- | ---------- | ----------- | ------------ | ---------------- | --------------------------------- | ------------------ | ------------------------------------------- |
| L'Île-Rousse (ville-centre) | 2B134      | Haute-Corse | ville-centre | 2,50             | 3 213 (2022)                      | 1 285              | modifier les données · modifier les données |
| Monticello                  | 2B168      | Haute-Corse | banlieue     | 10,64            | 2 057 (2022)                      | 193                | modifier les données · modifier les données |

## Évolution démographique
| 1968  | 1975  | 1982  | 1990  | 1999  | 2009  | 2014  | 2021  |
| ----- | ----- | ----- | ----- | ----- | ----- | ----- | ----- |
| 2 273 | 2 611 | 3 132 | 3 232 | 4 027 | 4 754 | 5 235 | 5 249 |

#### Données générales
- Unité urbaine
- Aire d'attraction d'une ville
- Aire urbaine (France)
- Liste des unités urbaines de France

#### Données démographiques en rapport avec l'unité urbaine de l'Île-Rousse
- Aire d'attraction de l'Île-Rousse
- Arrondissement de Calvi

#### Données démographiques en rapport avec la Haute-Corse
- Démographie de la Haute-Corse